# Suseni (okręg Harghita)
Suseni (węg. Gyergyóújfalu) – wieś w Rumunii, w okręgu Harghita, w gminie Suseni. W 2011 roku liczyła 2918 mieszkańców.